# Dave O’Neill
Dave O'Neill (Northampton, ) é um gestor de origem britânica que atualmente ocupa o cargo de chefe da equipe de IndyCar Series da Juncos Hollinger Racing. Ele se especializou no gerenciamento de equipes de automobilismo, principalmente da Fórmula 1.

## Carreira no automobilismo
O'Neill começou sua carreira no mundo do automobilismo como chefe de equipe da Jordan em 1998 e permaneceu nessa equipe até o ano de 2005. Após um período trabalhando como coordenador técnico principal da A1GP, uma série de corridas promovida como "World Cup of Motorsport". Durante este tempo, ele também atuou como chefe de equipe da Team Ireland, vencendo o campeonato da A1GP na quarta temporada da série (2008-2009). Ele voltou para a Fórmula 1 após ser contratado, em 2009, pela Manor Grand Prix (posteriormente renomeada para Virgin Racing, Marussia Virgin Racing e Marussia F1 Team) como seu chefe de equipe.
Em 2015, ele foi contratado para ser o gerente da equipe Haas F1 Team. O'Neill transferiu-se para a Haas a partir da Marussia, equipe esta que ele havia ingressado originalmente como Manor. A experiência de O'Neill foi muito valiosa para a Haas F1 Team, pois sua tarefa ao se juntar à Manor foi montar uma equipe de Fórmula 1 em seis meses. O recrutamento de pessoal, a compra de equipamentos e infraestrutura, supervisão do projeto do carro e seleção de fornecedores foram apenas algumas das muitas tarefas ocupadas por ele na nova equipe.
Em 25 de agosto de 2017, foi anunciado que O'Neill iria deixar o cargo de diretor esportivo na equipe de Fórmula 1 da Haas, com o coordenador da equipe de corrida da Renault, Geoff Simmonds, sendo seu substituto. Com O'Neill saindo da equipe estadunidense em dezembro daquele ano.
Em maio de 2024, O'Neill assumiu o cargo recém-criado de chefe de equipe da equipe de IndyCar Series da Juncos Hollinger Racing, passando a trabalhar ao lado do então gerente de equipe David Morgan.